# Zelion genannt Brandis

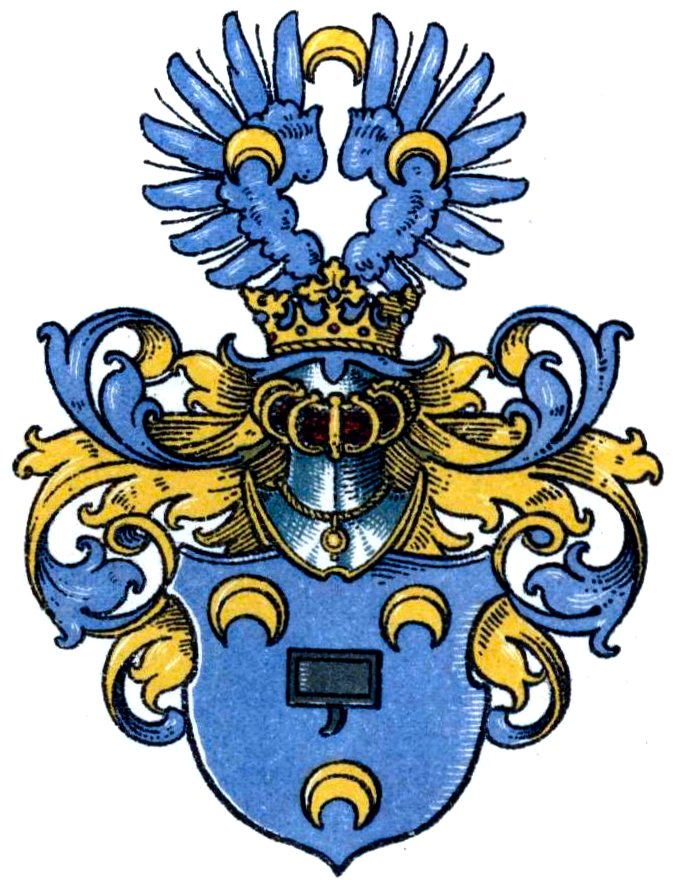
Wappen derer von Zelion gen. Brandis

Die Herren von Zelion gen. Brandis (auch: Zeliol, Seiliole o. ä.) waren ein westfälisches Adelsgeschlecht.

## Geschichte

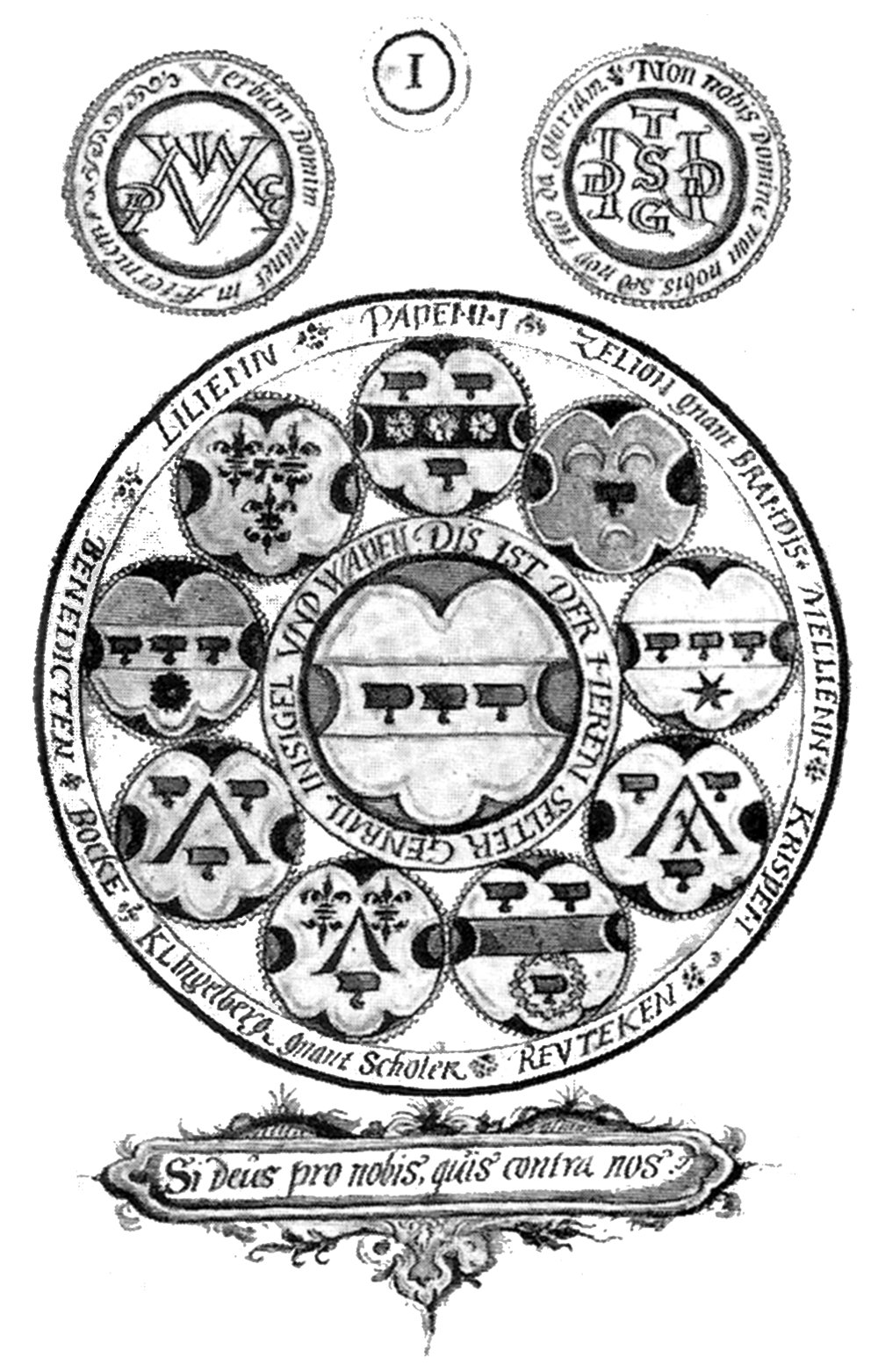
Titelblatt des Sälzerbuches von 1581. Das Wappen derer von Zelion gen. Brandis im Kreis oben rechts.

Das Geschlecht gehörte zu den Erbsälzern, dem Patriziat der Stadt Werl. Gotschalk Seiliole war bereits 1382 bis 1395 Sälzer in Werl. Seit dem ausgehenden Mittelalter stellte das Geschlecht eine Reihe von Bürgermeistern der Stadt Werl und übernahm häufig zentrale Rollen in der Gemeinschaft der Erbsälzer. Drei Familienmitglieder waren Schriftsteller.
Am 15. April 1708 wurde für das Geschlecht zusammen mit den anderen Erbsälzerfamilien von Kaiser Joseph I. der erbliche Reichsadelsstand anerkannt. 
Um 1900 war das Geschlecht erloschen.

## Namensträger
- Gottschalk Zelion-Brandis (1425–1495), 1482 Bürgermeister der Stadt Werl.
- Gerhard (Gert) Zeliol gen. Brandis (* 1455), 1487 und 1503 Richter zu Werl, Sohn von Gottschalk.
- Caspar Zelion gen. Brandis (1518–1600), Schriftsteller.
- Caspar Zelion gen. Brandis (1588–1608), Schriftsteller.
- Christoph Brandis, (1590–1658), Bürgermeister von Rüthen, consul werlensis, deputatis ducatus westfaliae, Sälzeroberst, Geschichtsschreiber.
- Michael Brandis, 1542 Bürgermeister der Stadt Werl, Schöffe des kurfürstlichen weltlichen Gerichtes und Mitglied der Kalandsbruderschaft in Werl.
- Herman Brandis, 1587 und 1599	Bürgermeister der Stadt Werl, Sälzeroberst und Mitglied der Werler Kalandsbruderschaft.
- Wilhelmus Brandis, 1599 Bürgermeister der Stadt Werk, 1590 Sälzeroberst.
- Deitleff Brandis de alder, 1601 Bürgermeister der Stadt Werl, Sälzeroberst, Proconsul
- Hermann Brandis (1612–1676), 1661 Bürgermeister der Stadt Werl, consul, procunsul, Mitglied der Kalandsbruderschaft.
- Dieterich Christian Brandis, 1686 Bürgermeister der Stadt Werl, consul werlensis, Erbsälzer und Mitglied der Kalandsbruderschaft
- Franz von Brandis (1792–1870), deutscher Forstmann und hessischer Politiker, Abgeordneter der 2. Kammer der Landstände des Großherzogtums Hessen.

## Wappen
Blasonierung: In Blau drei (2:1) mit den Spitzen nach unten gekehrte, goldene Halbmonde, dazwischen eine schwarze Salzpfanne. Auf dem gekrönten Helm ein blauer, offener Flug, jeder Flügel mit einem goldenen Halbmond belegt, der dritte dazwischen. Die Helmdecken sind blau-gold.
Weitere Wappendarstellung:

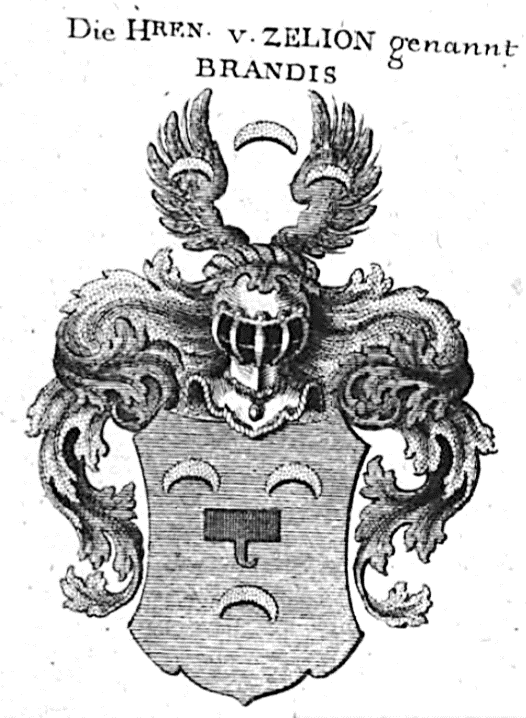
Wappen derer von Zelion gen. Brandis bei Siebmacher